# Hôpital d'instruction des armées Clermont-Tonnerre
 (février 2022).
Si vous disposez d'ouvrages ou d'articles de référence ou si vous connaissez des sites web de qualité traitant du thème abordé ici, merci de compléter l'article en donnant les références utiles à sa vérifiabilité et en les liant à la section « Notes et références ».
L’Hôpital d'instruction des armées Clermont-Tonnerre est une école militaire française formant des médecins et des pharmaciens des armées. L'école fonctionne en association avec la faculté de médecine et de sciences de la santé de Brest, cette dernière assurant la formation des futurs médecins. Elle est située 6, rue du Colonel Fontferrier.

## Histoire

### Les origines
Dès la création de l'arsenal de Brest voulu par Richelieu en 1631, il a été décidé d'y installer un hôpital de la Marine. Fondé finalement en 1665 sous le nom d'hôpital Saint-Louis, incendié une première fois en 1678, l'hôpital renaît en 1684 sous le nom d'Hôpital de la Marine en y ajoutant une école de médecine navale. La réputation de l'École de médecine navale de Brest, ainsi que son rayonnement, sont devenus considérables au cours du XVIIIe siècle.

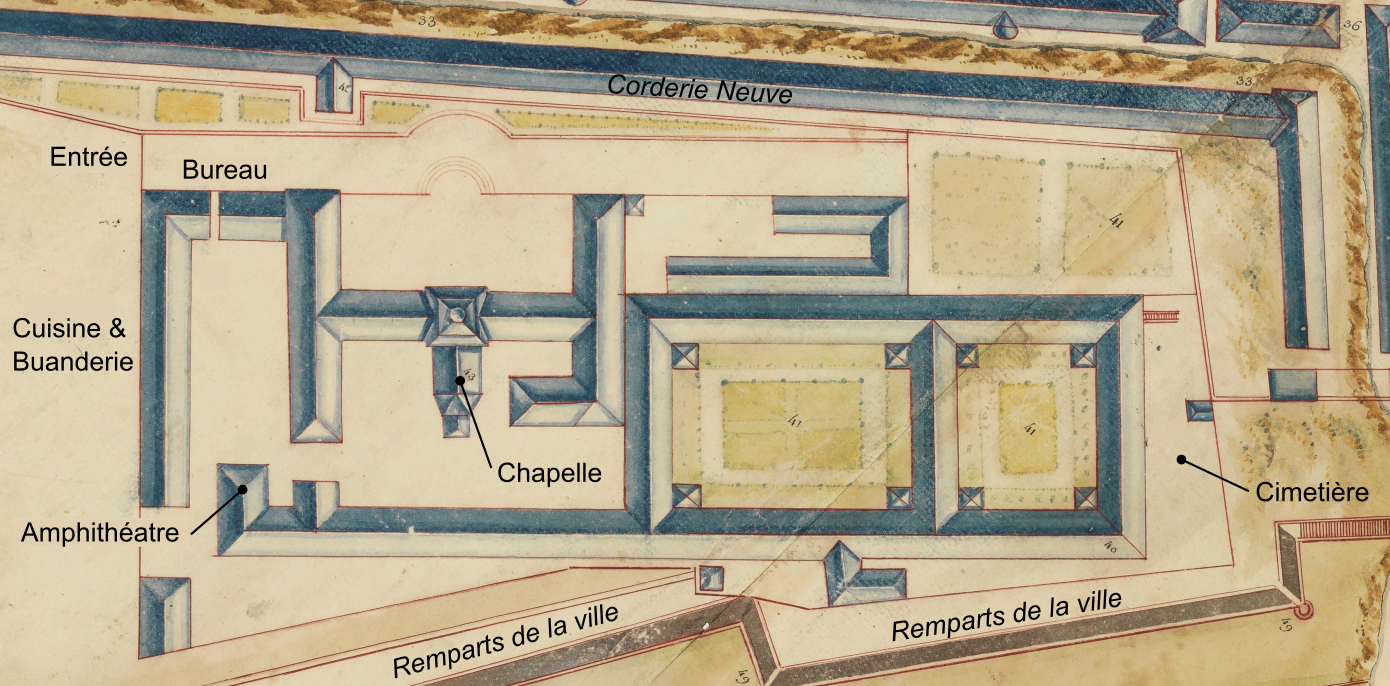
Hôpital maritime "Saint Louis" en 1676

### L'incendie de 1776
Le 20 novembre 1776, l'hôpital Saint-Louis prend feu vers 16h00 dans un grenier au-dessus de la salle affectée aux forçats malades, vers l'extrémité du bâtiment du côté 0.-N.-0. d'où venait le vent. Il était si violent, par rafales, et le feu se propageait avec une rapidité telle, qu'en moins de quatre heures tout fut consumé, à l'exception de la cuisine, du bureau des entrées et de la salle Sainte-Reine (celle des vénériens) qui fut peu endommagée. 
Il y avait deux catégories de malades : les hommes libres et les forçats. Les premiers, au nombre de 71, furent envoyés, 51 à l'hôpital de la ville, et 20 autres (vénériens) dans un hôpital particulier servant aux soldats de terre. Peu de jours après, ils furent réintégrés dans la salle Sainte-Reine. Quant aux forçats, il en périt 31 moribonds qui ne purent se déferrer. Les autres furent immédiatement transportés dans un des greniers du bagne où les forçats valides commençaient déjà à se révolter parce que, disaient-ils, on voulait les y laisser brûler. Ils furent donc conduits entre deux haies de soldats, au château, et quoique cette translation eût lieu à l'entrée de la nuit, elle se fit néanmoins sans confusion. Les portes de la ville avaient été fermées, et des sentinelles placées sur les remparts pour les empêcher de s'évader par les brèches qui existaient dans les murs d'enceinte. Néanmoins, quelques-uns parvinrent à franchir les haies et se répandirent dans la ville, mais ils furent bientôt repris grâce aux précautions qu'on avait prises de faire fermer les portes des maisons et de faire circuler des patrouilles continuelles.
La translation des malades, malgré tout l'ordre qu'on y apporta, fut fatale à un grand nombre d'entre eux qui furent victimes, ou des commotions qu'ils éprouvèrent, ou du froid dont on ne put suffisamment les préserver.
La vraie cause de cet incendie est toujours restée ignorée. La conjecture la plus vraisemblable, c'est que le feu aurait débuté par un grenier renfermant des bois de lits et des paillasses ; on n'y avait pas pénétré depuis plusieurs jours, mais il était contigu aux étuves de la gendarmerie. L'opinion qui finit par prévaloir ce fut que des étincelles sorties de la cheminée de ces étuves avaient été projetées dans le grenier.
À la suite de l'incendie et la disparition presque totale de l'hôpital, des baraques sont construites sur le terrain et serviront d'hopital maritime "provisoire".. pendant 54 ans.

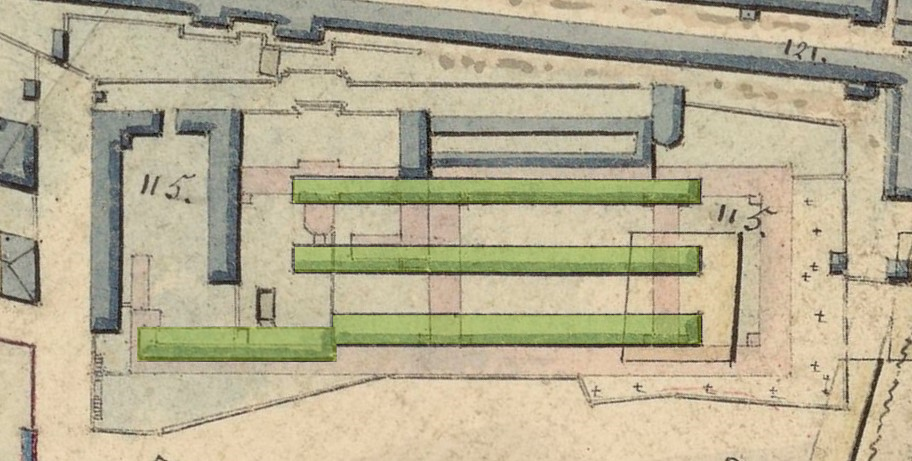
Hôpital maritime en 1789. 4 baraques (en vert) ont été construites sur les ruines des bâtiments détruits (en rouge). Les bâtiments en bleu sont survivants

### XIXesiècle

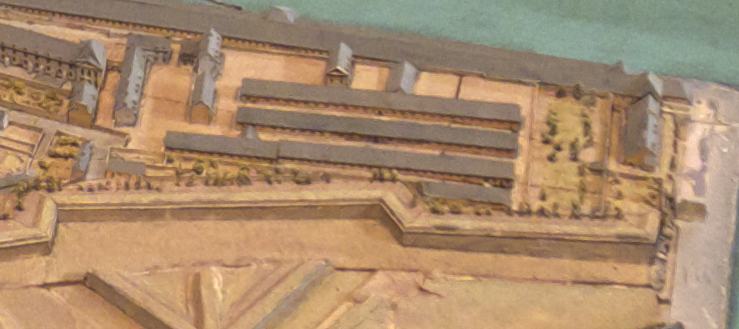
Hôpital maritime en 1811 sur le plan relief de Brest

Décidé en 1822, après une première pierre posée en 1832 par le duc Gaspard de Clermont-Tonnerre, ancien ministre de la Marine, le nouvel hôpital maritime de Brest n'est mis en service qu'en 1834. 
Le service est assuré par les sœurs de la Sagesse jusqu’à leur expulsion en 1903 à la suite des lois anticléricales. Il offre 1 780 lits au plus fort de la demande d’hospitalisation en 1917.

### XXesiècle
En mai 1940, sa capacité est de 1 385 lits, avant son occupation par les Allemands en juin. Détruit par les bombardements de 1944, il sera reconstruit à partir de 1952, et retrouve son nom initial de Clermont-Tonnerre avant de prendre l’appellation d’hôpital d’instruction des Armées Clermont-Tonnerre.

## Jardin botanique de l'hôpital d'instruction des armées Clermont-Tonnerre

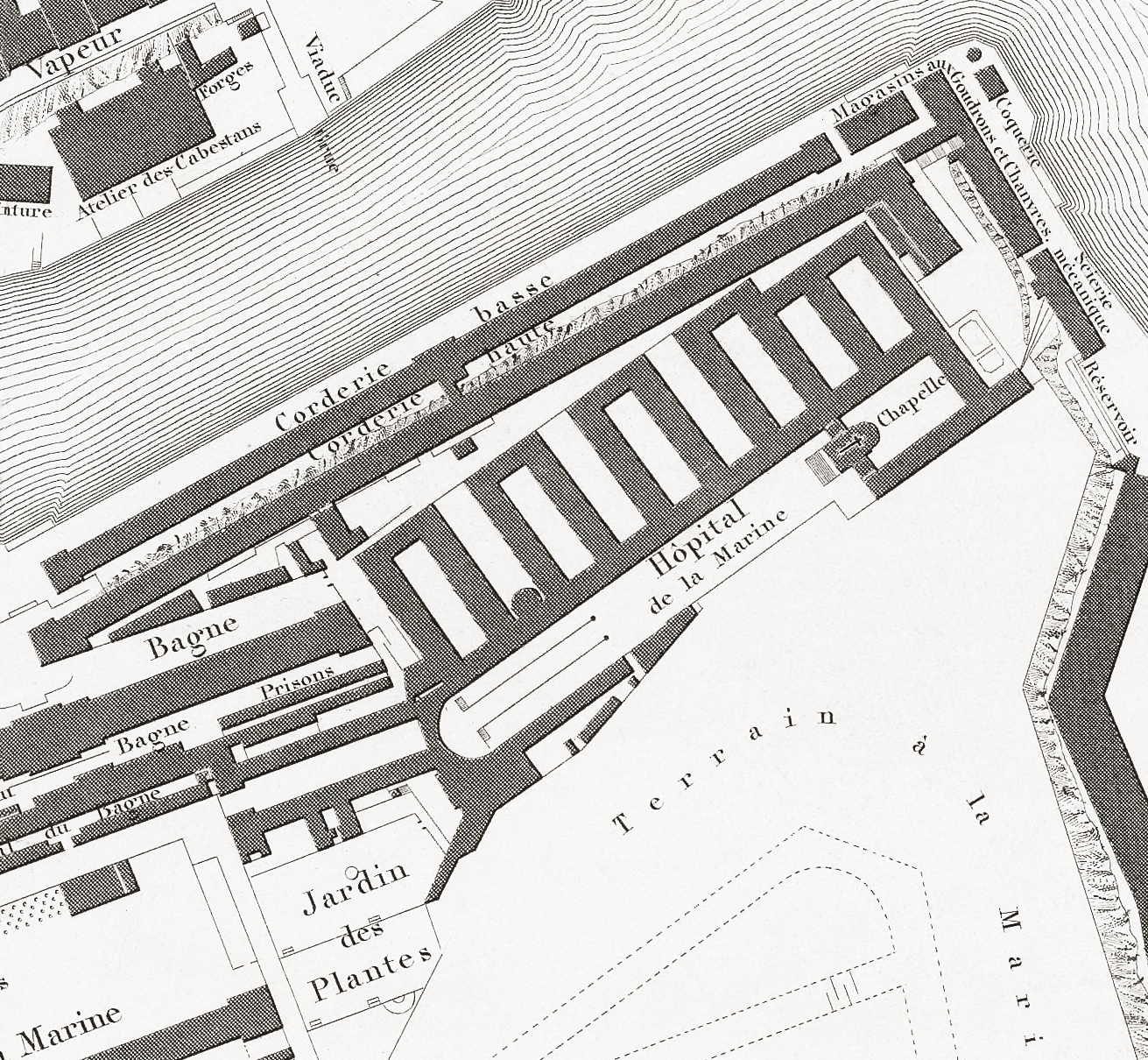
L'hôpital en 1855. Le Jardin botanique se trouve devant l'hôpital.

Le jardin est créé en 1688 par Hubert Champy Desclouzeaux, intendant de la Marine à Brest, un jardin d'herbes médicinales pour l'hôpital royal de la Marine. Sous la direction du chef-jardinier Antoine Laurent (1744-1820), il s'agrandit et devient une annexe du Jardin royal des plantes médicinales (devenu le Jardin des plantes de Paris), le climat de Brest favorisant la culture de nombreuses variétés exotiques venant du monde entier. Les navigateurs partant de Brest étaient d'ailleurs enjoints de rapporter différentes espèces de leurs voyages. Au XIXe siècle, l'emploi des plantes médicinales déclinant, il se transforme en grand jardin botanique mais n'est plus entretenu. Les brestois peuvent toutefois s'y promener une fois par mois.  Les restes du jardin disparaissent lors des bombardements de la Seconde Guerre Mondiale. Sa restauration est en cours.

## Anciens élèves
- Paul Néis (1852-1907), médecin et explorateur.